# Калейе-Рустай
Калейе-Рустай (перс. قلعه روستائی‎) — село на севере Ирана, в остане Альборз. Входит в состав шахрестана Кередж. Является частью дехестана (сельского округа) Мохаммедабад бахша Меркези.

## География
Село находится в юго-восточной части Альборза, к югу от хребта Эльбурс, на расстоянии менее одного километра к югу от Кереджа, административного центра провинции. Абсолютная высота — 1276 метров над уровнем моря.

## Население
По данным переписи 2006 года население села составляло 491 человек (283 мужчины и 208 женщин). В Калейе-Рустай насчитывалось 135 семей. Уровень грамотности населения составлял 76,17 %. Уровень грамотности среди мужчин составлял 79,51 %, среди женщин — 71,63 %.